# اندیس فلدسپات رباط پشت بادام
فلدسپات رباط پشت بادام* یک اندیس غیرفلزی است که در حوالی شهر ساغند استان یزد قرار دارد و مادهٔ معدنی موجود در آن، فلدسپات است.